# Ta Thuy Dung
Ta Thuy Dung [ta tui zung], známá též jako Chili Ta či pouze Chili (* 21. dubna 1991 Vietnam), je vietnamsko-česká kuchařka a food blogerka, která se proslavila účastí v několika českých televizních soutěžích a reality show. Účastnila se 4. řady MasterChef Česko, 7. řady Česko Slovenské SuperStar, 1. řady Survivor Česko & Slovensko a 13. řady StarDance …když hvězdy tančí. V červnu 2025 byla jednou ze soutěžících speciálního vydání soutěže AZ-Kvíz.

## Osobní život
Narodila se ve Vietnamu a ve svých čtyřech letech se s matkou přestěhovala do Příbrami, kde už žil její otec. V Česku vystudovala marketing.
Hraje americký fotbal v týmu Prague Harpies jako running back.

## Účast v soutěžích
Zúčastnila se několika televizních soutěží. Ve 4. řadě soutěže MasterChef Česko v roce 2020 obsadila 6. místo. O rok později se zúčastnila 7. řady Česko Slovenské SuperStar, kde postoupila mezi 82 nejlepších, následně ale odstoupila kvůli vážnému onemocnění v rodině. V roce 2022 byla účastnicí 1. řady reality show Survivor Česko & Slovensko a získala 4. místo.
V roce 2024 tančila ve StarDance v páru s tanečníkem Jakubem Mazůchem a umístili se na 8. místě.

## Vaření a kreativní tvorba
Je velmi aktivní na sociálních sítích –⁠⁠⁠⁠⁠⁠ například na svém instagramovém profilu chili_tathuy má více než 300 tisíc sledujících. Zde zábavnou formou prezentuje recepty, případně situace z každodenního života. V roce 2022 vydala asijskou kuchařku s názvem Špetka Chili - Nečtěte jen recepty, naučte se vařit! Ve svých receptech (v kuchařce i na sociálních sítích) propojuje asijskou kuchyni se surovinami, které lze sehnat v Česku.